# پوش‌برگ (گیاه‌شناسی)

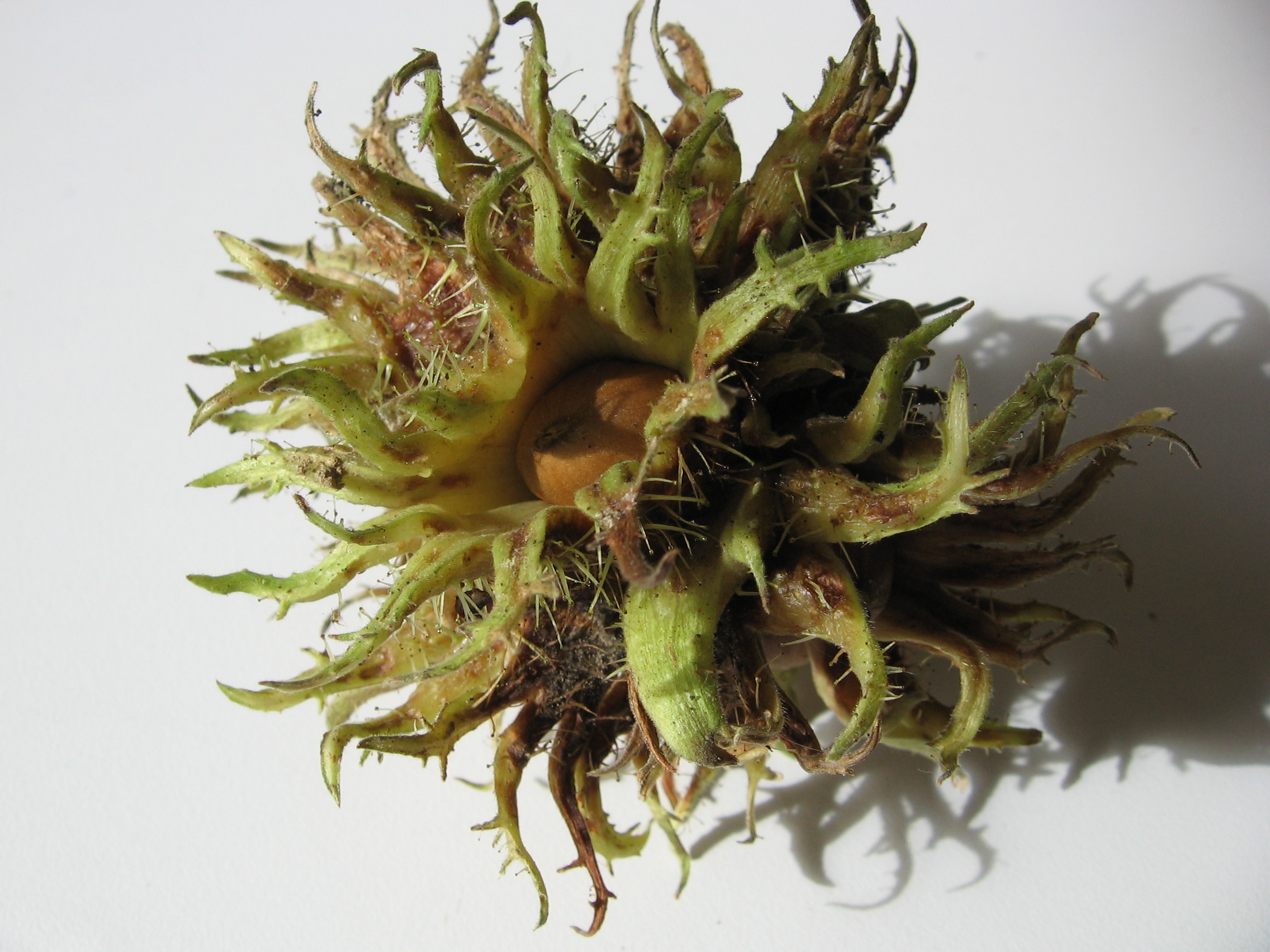
پوسته فندق بیزانسی، حاوی ۷ آجیل

پوش‌بَرگ (به انگلیسی: Husk)، در گیاه‌شناسی پوستک خارجی یا پوسته یک بذر است. در ایالات متحده، اصطلاح پوش‌برگ اغلب به پوشش برگی بیرونی گوش ذرت اشاره دارد که روی گیاه رشد می‌کند. به معنای واقعی کلمه، پوش‌برگ شامل پوشش محافظ خارجی یک بذر، میوه یا سبزی است. همچنین می‌تواند به افکنه حشرات یا سایر حیوانات کوچک پس از پوست‌اندازی اشاره کند.
در پخت‌وپز، پوش‌برگ همچنین می‌تواند به دیگر قسمت‌های زائد میوه‌ها و سبزیجات، به‌ویژه کلاهک یا کاسبرگ توت‌فرنگی اشاره کند. پوش‌برگ حبوبات و برخی میوه‌های مشابه را غلاف می‌نامند.
غلاتی مانند گندم و جو دارای پوسته هستند. دانه‌ها کل بذر یک گیاه هستند. بذر یک دانه (که صنعت غلات آن را «هسته» می‌نامد) از سه بخش خوراکی، سبوس، جوانه و درون‌دانه تشکیل شده است که همگی توسط پوسته ای غیرخوراکی محافظت می‌شوند که هسته را از آسیب نور خورشید، آفات، آب و بیماری محافظت می‌کند.

## پوسته درخت
در درختان فندق، آجیل توسط یک پوش‌برگ برگی کوتاه احاطه شده است. این پوش‌برگ برگ‌مانند بیشتر آجیل را در بر می‌گیرد. سبز شروع می‌شود و در پایان فصل به رنگ قهوه‌ای محو می‌شود. معمولاً حدود ۷ تا ۸ ماه پس از گرده‌افشانی، آجیل رسیده از پوسته خارج می‌شود (یا می‌توان آن را از آن جدا کرد).
در برخی نقاط، هم پوسته‌ها و هم پوش‌برگ گردو که به‌عنوان ضایعات زراعی در هنگام برداشت و فرآوری میوه تولید می‌شود، گاهی به‌عنوان سوخت برای مقاصد گرمایشی سوزانده می‌شود. در سال ۲۰۱۹، نشان داده شد که پوسته سبز گردو را می‌توان به‌عنوان منبعی از ترکیبات مختلف زیست فعال طبیعی با خواص آنتی‌اکسیدانی و ضدمیکروبی عالی ارزیابی کرد. و همچنین مصارف آرایشی. یک ترکیب آلی نفتالنون (مشتق نفتالین) در پوسته سبز گردو (Juglans mandshurica Maxim) یافت می‌شود. برای مصارف مختلف. گردو سیاه، پوش‌برگ دارای پتانسیل آنتی‌اکسیدانی هستند. به‌طور گیج‌کننده، پوش‌برگ گردو نیز پوسته نامیده می‌شود. مگس پوسته گردو (Rhagoletis juglandis)، آفت رایج گردو است. لاروها کوچک هستند و در زیر سطح پوش‌برگ گردو زندگی می‌کنند. آنها به میوه و پوش‌برگ آسیب می‌رسانند که جدا کردن آنها دشوار می‌شود. مگس پوش‌برگ همچنین میوه‌های رسیده زردآلو و هلو را نیز آلوده می‌کند، معمولاً اگر گردوهای آلوده در فاصله پرواز قرار داشته باشند.
برخی از جاذب‌های زیستی مشتق از پوسته و پوش‌برگ میوه نیز برای اهداف تصفیه پساب استفاده شده‌اند. برای نمونه، پوسته و پوش‌برگ بادام برای حذف فلزاتی مانند سرب، کادمیوم و کوبالت در مقادیر مختلف استفاده شده است. پوش‌برگ بادام ایرانی (Prunus amygdalus L.) دارای خواص آنتی‌اکسیدانی و ضد رادیکال است.
از پوش‌برگ و پوسته نارگیل می‌توان برای سوخت استفاده کرد و منبع زغال‌سنگ است. در تایلند، پوسته نارگیل به‌عنوان یک محیط گلدان برای تولید نهال درختان جنگلی سالم استفاده می‌شود. می‌توان از نیم پوسته نارگیل خشک شده با پوش‌برگ برای صاف کردن کف استفاده کرد. در فیلیپین به‌عنوان بونو و در جامائیکا به سادگی «برس نارگیل» شناخته می‌شود. کویر که الیاف نارگیل نیز نامیده می‌شود، یک الیاف طبیعی است که از پوش‌برگ بیرونی نارگیل استخراج می‌شود.

## پوست‌کنی و پوسته‌گیری

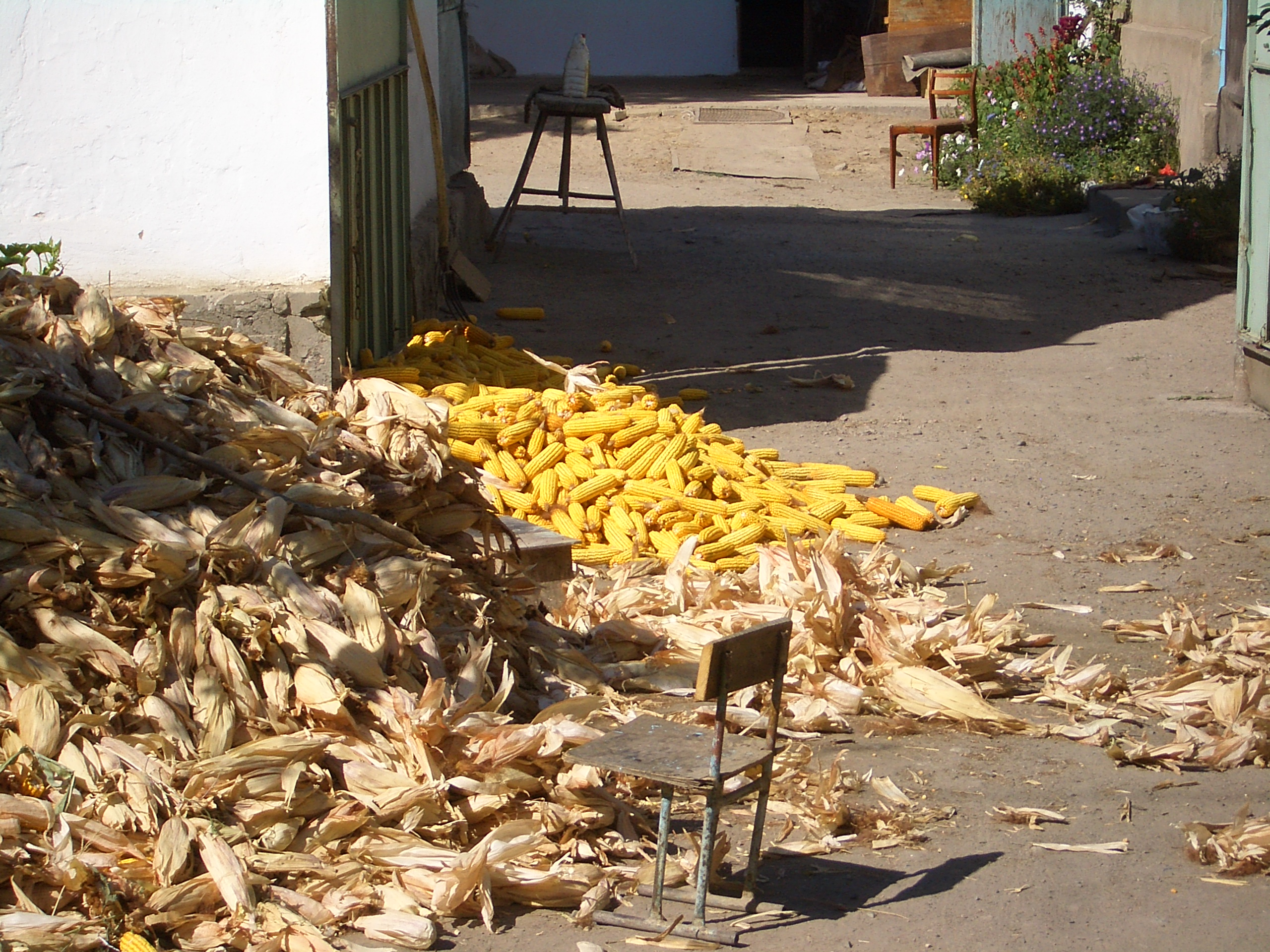
ذرت در حیاط یک کشاورز از مردم دونقان در قرقیزستان پوست‌کنی می‌شود.

پوست‌کنی ذرت فرایند از بین بردن پوش‌برگ آن است و فقط لپه یا بذرهای ذرت باقی می‌ماند. پوسته‌گیری فرایند از بین بردن پوش‌برگ (یا کُلَش) از لوبیا و بذرهای دیگر است. این کار بعضی اوقات با استفاده از دستگاهی معروف به پوسته‌گیر (huller) انجام می‌شود. در آماده کردن بذرها برای گرفتن روغن، آنها تمیز می‌شوند تا هر جسم اضافی از بین برود. بعد پوش‌برگ، پوسته‌ها یا پوشش‌های خارجی آنها برداشته می‌شود.
سه نوع سیستم پوسته‌گیری وجود دارد که می‌توان از آنها برای پردازش دانه‌های سویا استفاده کرد: پوسته‌گیری داغ، پوسته‌گیری گرم و پوسته‌گیری سرد.
- پوسته‌گیری داغ (Hot dehulling) فرایندی است که در مناطقی که فرآوری لوبیا مستقیم در مزرعه انجام می‌شود ارائه می‌گردد.
- پوسته‌گیری گرم (warm dehulling) اغلب توسط پردازنده‌هایی که سویای خود را وارد می‌کنند استفاده می‌شود.
- پوسته‌گیری سرد (cold dehulling) در گیاهانی استفاده می‌شود که تجهیزات خشک‌کن و تهویه مطبوع وجود دارند اما برای تولید خوراک پروتئین بالا نیاز به افزودن تجهیزات پوسته‌گیری دارند.

گزینه‌های مختلف دمای پوسته‌گیری برای انواع مختلف تولید، لوبیاها و تجهیزات آماده‌سازی است. در کشورهای جهان سوم، پوست‌کنی و پوسته‌گیری اغلب با دست و با استفاده از یک هاون و دسته بزرگ انجام می‌شود. اینها معمولاً از چوب ساخته می‌شوند و توسط یک یا چند نفر اداره می‌شوند.
پوش‌برگ زیست‌تجزیه‌پذیر است و به کمپوست تبدیل می‌شود.